# Capsicum dimorphum
Capsicum dimorphum là loài thực vật có hoa trong họ Cà. Loài này được (Miers) Kuntze mô tả khoa học đầu tiên năm 1891.